# Pterostichus violaceotinctus
Pterostichus violaceotinctus är en skalbaggsart som beskrevs av S.L. Straneo. Pterostichus violaceotinctus ingår i släktet Pterostichus och familjen jordlöpare. Inga underarter finns listade i Catalogue of Life.